# Belmont-Luthézieu
Belmont-Luthézieu és un antic municipi francès, situat al departament de l'Ain i a la regió d'Alvèrnia-Roine-Alps. L'1 de gener de 2019 esdevé municipi delegat i capital del municipi Valromey-sur-Séran. L'any 2007 tenia 478 habitants.

## Demografia

### Població
El 2007 la població de fet de Belmont-Luthézieu era de 478 persones. Hi havia 208 famílies de les quals 71 eren unipersonals (46 homes vivint sols i 25 dones vivint soles), 62 parelles sense fills, 58 parelles amb fills i 17 famílies monoparentals amb fills.
La població ha evolucionat segons el següent gràfic:
Habitants censats

### Habitatges
El 2007 hi havia 376 habitatges, 213 eren l'habitatge principal de la família, 131 eren segones residències i 31 estaven desocupats. 354 eren cases i 21 eren apartaments. Dels 213 habitatges principals, 155 estaven ocupats pels seus propietaris, 57 estaven llogats i ocupats pels llogaters i 1 estava cedit a títol gratuït; 2 tenien una cambra, 7 en tenien dues, 35 en tenien tres, 66 en tenien quatre i 102 en tenien cinc o més. 191 habitatges disposaven pel capbaix d'una plaça de pàrquing. A 103 habitatges hi havia un automòbil i a 95 n'hi havia dos o més.

### Piràmide de població
La piràmide de població per edats i sexe el 2009 era:
| Homes | Edats   | Dones |
| ----- | ------- | ----- |
| 0     | 95 o +  | 0     |
| 0     | 90 a 94 | 0     |
| 4     | 85 a 89 | 4     |
| 0     | 80 a 84 | 4     |
| 12    | 75 a 79 | 12    |
| 16    | 70 a 74 | 12    |
| 16    | 65 a 69 | 24    |
| 8     | 60 a 64 | 4     |
| 12    | 55 a 59 | 8     |
| 12    | 50 a 54 | 16    |
| 20    | 45 a 49 | 8     |
| 12    | 40 a 44 | 8     |
| 20    | 35 a 39 | 20    |
| 12    | 30 a 34 | 8     |
| 8     | 25 a 29 | 12    |
| 4     | 20 a 24 | 4     |
| 16    | 15 a 19 | 4     |
| 12    | 10 a 14 | 16    |
| 8     | 5 a 9   | 16    |
| 4     | 0 a 4   | 4     |

## Economia
El 2007 la població en edat de treballar era de 287 persones, 223 eren actives i 64 eren inactives. De les 223 persones actives 210 estaven ocupades (112 homes i 98 dones) i 13 estaven aturades (7 homes i 6 dones). De les 64 persones inactives 25 estaven jubilades, 18 estaven estudiant i 21 estaven classificades com a «altres inactius».

### Ingressos
El 2009 a Belmont-Luthézieu hi havia 225 unitats fiscals que integraven 511,5 persones, la mediana anual d'ingressos fiscals per persona era de 19.158 €.

### Activitats econòmiques
Dels 15 establiments que hi havia el 2007, 4 eren d'empreses de construcció, 2 d'empreses de comerç i reparació d'automòbils, 1 d'una empresa d'hostatgeria i restauració, 1 d'una empresa financera, 5 d'empreses de serveis i 2 d'empreses classificades com a «altres activitats de serveis».
Dels 4 establiments de servei als particulars que hi havia el 2009, 1 era un paleta, 2 guixaires pintors i 1 fusteria.
L'any 2000 a Belmont-Luthézieu hi havia 10 explotacions agrícoles que ocupaven un total de 176 hectàrees.

## Equipaments sanitaris i escolars
El 2009 hi havia una escola elemental.

## Poblacions més properes
El següent diagrama mostra les poblacions més properes.